# 新隆德雷斯

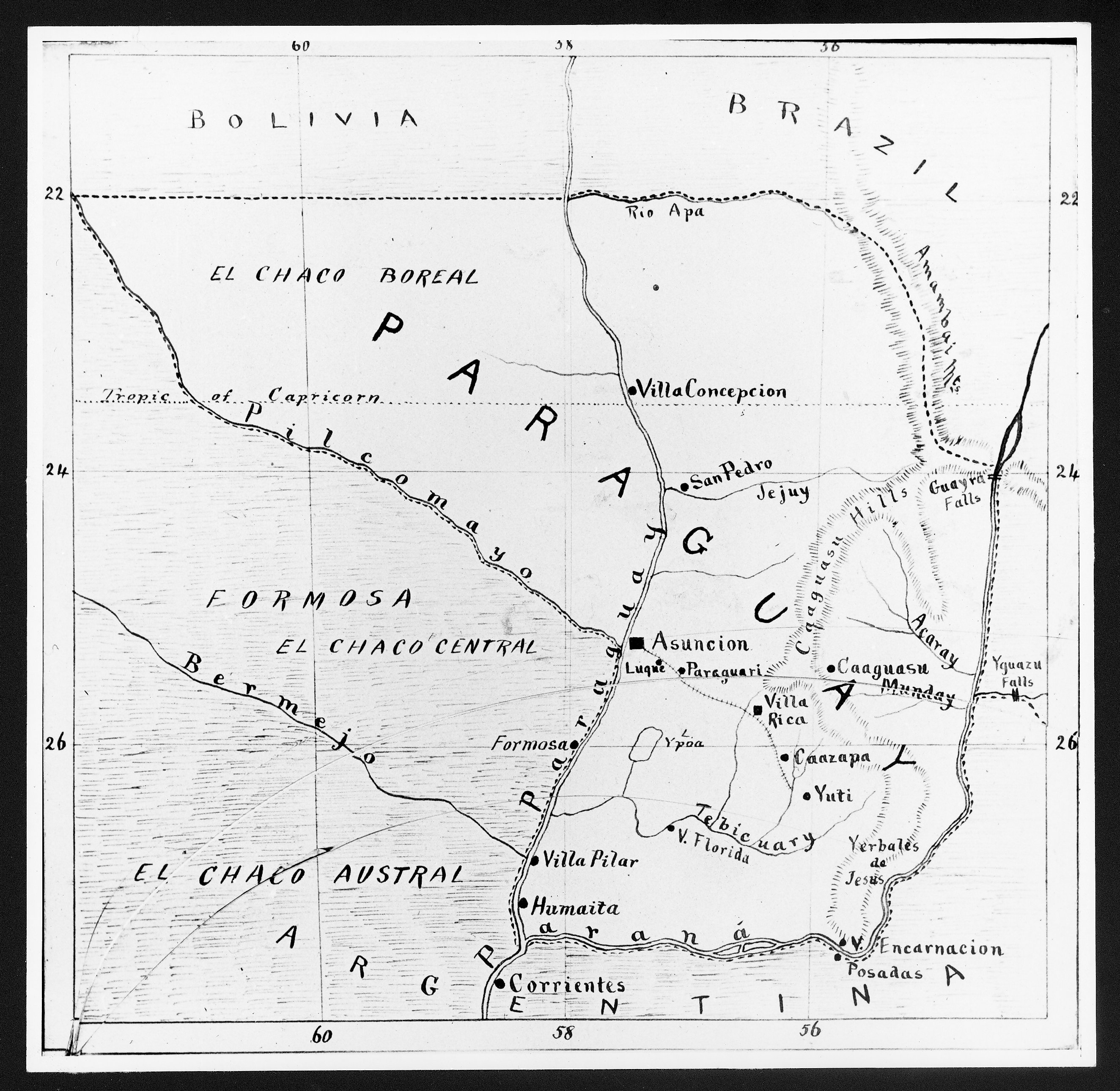

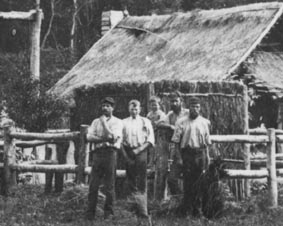

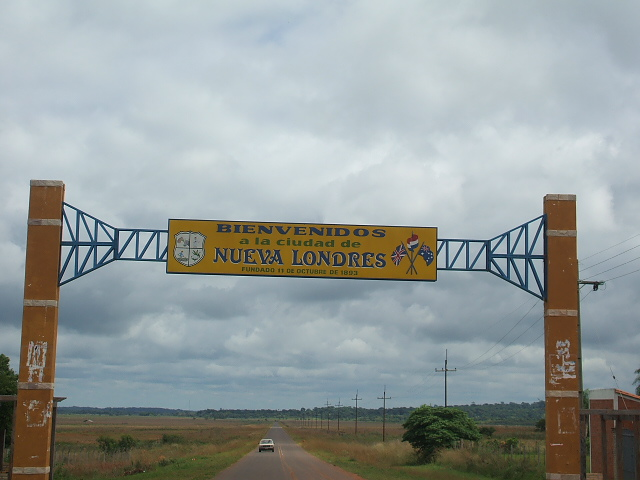

25°25′12″S 56°31′48″W / 25.42000°S 56.53000°W
新隆德雷斯（西班牙語：Nueva Londres，意为“新伦敦”）是巴拉圭的城鎮，位於該國東部，由卡瓜蘇省負責管轄，距離亞松森137公里，面積883平方公里，海拔高度135米，2008年人口4,568，人口密度每平方公里5.17人。